# 德米特里耶夫斯科耶农村居民点
德米特里耶夫斯科耶农村居民点（俄语：Дмитриевское сельское поселение）是俄罗斯联邦伊万诺沃州扎沃尔日斯克区所属的一个农村居民点。其下辖有33个居民点，行政中心为科尔舍沃。据2016年统计，该农村居民点的人口为707人。